# Alnabru Station
Alnabru Station (Alnabru stasjon) er en rangerbanegård (norsk: skiftestasjon) og tidligere jernbanestation på Hovedbanen i det østlige Oslo.

## Alnabru Station 1902-1971
Den første station i Alnabru blev oprettet 20. januar 1902. Stationen ekspederede passagerer men var primært oprettet som rangerbanegård for godstog, der kom ad de tilstødende godsbaner fra Grefsen og Loenga, dvs. Alnabanen åbnet i 1901 og Loenga-Alnabrulinjen åbnet i 1907. Den oprindelige rangerbanegård blev efterhånden udvidet med forskellige sidespor og en almindelig godsterminal af moderat størrelse. Godsterminalerne for jernbanerne i Oslo var tidligere placeret ved Østbanestasjonen og i Filipstad.
I forbindelse med etableringen af den ny Oslo Centralstation blev Alnabru Station også ombygget og udvidet kraftigt. For at få plads til det blev Hovedbanens spor flyttet lidt vestpå, så godtrafikken på rangerbanegården blev adskilt fra persontogene på Hovedbanen. Ekspeditionen af persontog blev flyttet til en ny station. Den gamle Alnabru Station blev formelt nedlagt som station på hovedbanen 14. juni 1971. Den nye station blev oprettet syv dage før som Alnabru men skiftede navn til Alna Station i februar 1973. Stationsbygningen fra 1902 blev revet ned for at give plads til den nye rangerbanegård.

## Rangerbanegården
"Jernbaneanleggene på Alnabru består av Alnabru sentralskiftestasjon (Alnabru S) og Alnabru godsterminal (Alnabru G). Alnabru S er en sorteringsmaskin for godsvogner  hvor godstog løses opp og settes sammen, mens Alnabru G er sporene hvor godsvognene lastes og losses."
Efter nedlæggelsen af jernbanestationen blev rangerbanegården liggende ved siden af Hovedbanen men blev nu regnet som en selvstændig station på godsbanen fra Loenga til Alnabru. Den blev taget i brug som ny rangerbanegård 2. november 1970 og blev formelt betegnet som station i sikkerhedsmæssig forstand fra 7. juni 1971, styret fra kommandoposten i nordenden af rangerbjerget, under navnet Alnabru S.
Alnabru S er samlingspunkt og udgangspunkt for godstogene i Østlandet. I dag er de fleste godstog såkaldte heltog, der ikke opdeles. Da rangerbanegården blev bygget og i mange år derefter bestod de fleste godstog imidlertid af godsvogne, der skulle mange forskellige steder hen. På rangerbanegårdene blev godsvogne sorteret, så de forskellige tog kom i de rigtige og i den rigtige rækkefølge, så det blev nemmere at sætte vogne af undervejs for godstogene. I Alnabru blev der derfor etableret et sikringsanlæg med en række spor til sorteringen. Fordelingen af vognene sker ved at vognene en for en sendes udover en lille hældning kaldet rangerbjerg (norsk: fallrampe eller eselrygg) og derefter triller ned til de rigtige spor nedenfor. Bremser placeret på strategiske steder sørger for at vognene ikke får for høj fart og når at stoppe i tide. Denne virksomhed er reduceret betydeligt i dag i forhold i forhold til i 1971.
Rangerbanegården har imidlertid fortsat stor betydning som godsbanegård, ikke mindst fordi der ved siden af den egentlige rangerbanegård er etableret en stor godsterminal, Alnabruterminalen, hvor containere omlæsses mellem godsvogne og lastbiler.

## Trinbræt
På nogenlunde samme sted som Alnabru Station kom til at ligge, lå der fra 24. marts 1872 til 1. december 1873 et trinbræt, der hed Alna ligesom den nuværende station i området.